# Perispuda khasiana
Perispuda khasiana är en stekelart som först beskrevs av Cameron 1900.  Perispuda khasiana ingår i släktet Perispuda och familjen brokparasitsteklar. Inga underarter finns listade i Catalogue of Life.